# Westdeutscher Verlag
Der Westdeutsche Verlag war ein führender Verlag für Monographien, Sammelbände und Zeitschriften im Bereich Politikwissenschaft und Sozialwissenschaft. Er wurde 1947 von Friedrich Middelhauve in Opladen gegründet. Nach der Übernahme durch Springer Science+Business Media ging er 2004 zusammen mit dem Verlag Leske+Budrich im VS Verlag für Sozialwissenschaften (seit 2012 Springer VS) auf.
Zu den wichtigsten Autoren des Verlags gehörte der Soziologe Niklas Luhmann, dessen Aufsatzveröffentlichungen in der Buchreihe „Soziologische Aufklärung“ erschienen. Zu den bedeutendsten Zeitschriften des Verlages zählten:
- Zeitschrift für betriebswirtschaftliche Forschung
- Kölner Zeitschrift für Soziologie und Sozialpsychologie
- Politische Vierteljahresschrift